# Britta Thie

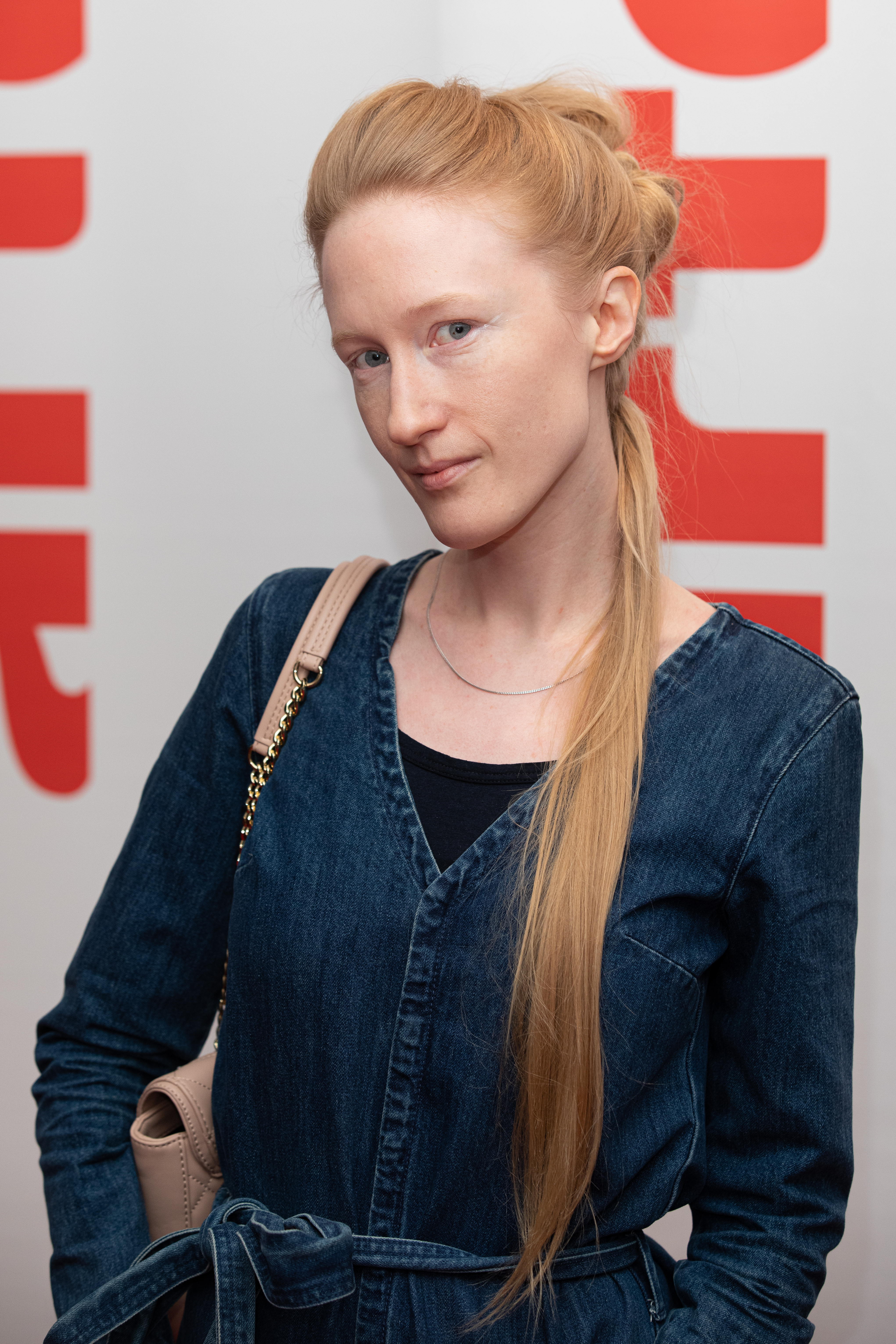
Britta Thie, 2019

Britta Thie (* 1985 in Minden) ist eine deutsche Künstlerin, Model und Schauspielerin.

## Leben
Thies Eltern sind Kunstlehrer. Sie begann zunächst ein Studium der Psychologie, das sie nicht beendete. Anschließend studierte sie Freie Kunst an der Kunstakademie Münster und an der Universität der Künste Berlin (UdK) als Stipendiatin der Studienstiftung des deutschen Volkes. 2011/12 erhielt sie ein DAAD-Stipendium für einen Aufenthalt an der Cooper Union for the Advancement of Science and Art in New York. 2013 schloss sie ihr Studium als Meisterschülerin bei Hito Steyerl an der UdK Berlin ab.

## Werk
2015 veröffentlichte Britta Thie die Webserie Translantics, im Auftrag der Schirn Kunsthalle Frankfurt und Arte Creative, in der sie gleichzeitig Regisseurin, Autorin und Protagonistin ist. 2016 inszenierte sie das Theaterstück I’MDB – Ein Live Drama über die Tragik des Ratings an den Münchner Kammerspielen. Die live gefilmte Performance wurde 2017 unter dem Titel The Superhost auf Arte.tv veröffentlicht. Von 2016 bis 2017 war Britta Thie Gastprofessorin an der Hochschule für Gestaltung Offenbach am Main und lehrte Performance im Fachbereich Kunst.
Ihre Arbeiten wurden unter anderem in Ausstellungen bei Anthology Film Archives, (New York), Mumok (Vienna), Auto Italia (London), der Sandy Brown Gallery (Berlin), dem KW Institute for Contemporary Art (Berlin), dem Kunstverein Göttingen, der Schirn Kunsthalle Frankfurt und der Julia Stoschek Collection Berlin gezeigt. 2015 erhielt sie ein Arbeitsstipendium der Stiftung Kunstfonds und 2018 einen Förderpreis des Landes Nordrhein-Westfalen für junge Künstlerinnen und Künstler in der Sparte „Medienkunst“.
Britta Thie arbeitete als Model für Louis Vuitton, Jil Sander und Eckhaus Latta.